# Бонк, Юлия

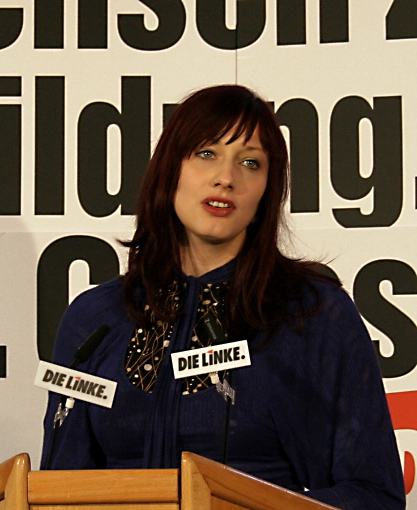
Юлия Бонк в 2009 году

Юлия Анастасия Бонк (нем. Julia Anastasia Bonk; род. 29 апреля 1986) — немецкая общественная и политическая деятельница, представлявшая Левую партию в ландтаге Саксонии с 2004 по 2014 год. С июня 2012 по 2014 год входила в национальное руководство Левой партии, представляя либертарно-социалистическое течение «Эмансипативные левые». Избранная в возрасте 18 лет, она стала самой молодой из числа депутатов парламентов в Германии.

## Биография
В 14-летнем возрасте Бонк стала членом Дрезденского городского студенческого совета, а также была избрана вице-спикером студенческого совета земли Саксония. 
Скандальную известность 18-летняя Юлия Бонк приобрела в федеральном масштабе, выступив в 2004 году с требованием легализации марихуаны и героина по схеме, предусматривавшей градацию потребителей наркотиков по возрасту начиная с 14 лет. В одном из интервью Бонк заявила: «Чистый героин не вызывает зависимости, только если его смешивают». Бонк призналась, что сама употребляла наркотики. Председатель фракции ПДС в саксонском ландтаге Петер Порш в этой связи констатировал, что Бонк с этим выступлением попала впросак. 
По окончании гимназии имени Ромена Роллана Юлия Бонк изучала политические и исторические науки в Дрезденском техническом университете, окончив его со степенью магистра искусств.

## Карьера
Бонк была избрана в земельный парламент Саксонии в 2004 году сразу после окончания средней школы и стала членом парламентской фракции Левой партии. Получила известность как самый молодой член парламента в ФРГ. Официально стала членом «Левой партии. ПДС» в 2006 году.
В четвёртом законодательном созыве ландтага Саксонии (2004—2009) Бонк была вице-спикером парламентского комитета по школе и спорту, а также членом комитета по науке и высшей школе.
По состоянию здоровья в выборах в ландтаг 2014 года участия не принимала.